# 1. slovenská národní fotbalová liga 1986/1987
V soubojích 18. ročníku 1. slovenské národní fotbalové ligy 1986/87 se utkalo 16 týmů dvoukolovým systémem podzim–jaro.

## Konečná tabulka
Zdroj: 
| Poř. | Tým                            | Z  | V  | R | P  | VG | OG | B  |
| ---- | ------------------------------ | -- | -- | - | -- | -- | -- | -- |
| 1.   | Inter ZŤS Bratislava-Petržalka | 30 | 19 | 7 | 4  | 68 | 23 | 45 |
| 2.   | Slovan CHZJD Bratislava        | 30 | 20 | 5 | 5  | 60 | 17 | 45 |
| 3.   | ZVL Považská Bystrica          | 30 | 18 | 7 | 5  | 57 | 33 | 43 |
| 4.   | Slovenský hodváb Senica        | 30 | 13 | 7 | 10 | 39 | 34 | 33 |
| 5.   | Agro Hurbanovo                 | 30 | 13 | 7 | 10 | 43 | 47 | 33 |
| 6.   | Slovan Agro Levice             | 30 | 13 | 6 | 11 | 33 | 37 | 32 |
| 7.   | Lokomotíva Košice              | 30 | 11 | 7 | 12 | 42 | 38 | 29 |
| 8.   | ZŤS Košice                     | 30 | 10 | 9 | 11 | 33 | 35 | 29 |
| 9.   | ZZO Čadca                      | 30 | 10 | 9 | 11 | 35 | 39 | 29 |
| 10.  | TJ ZŤS Martin                  | 30 | 10 | 7 | 13 | 26 | 37 | 27 |
| 11.  | Slavoj Poľnohospodár Trebišov  | 30 | 10 | 6 | 14 | 31 | 40 | 26 |
| 12.  | Baník Prievidza                | 30 | 9  | 6 | 15 | 47 | 46 | 24 |
| 13.  | Tesla Stropkov                 | 30 | 10 | 4 | 16 | 33 | 51 | 24 |
| 14.  | Chemlon Humenné                | 30 | 9  | 6 | 15 | 29 | 51 | 24 |
| 15.  | ČH Bratislava                  | 30 | 8  | 6 | 16 | 29 | 44 | 22 |
| 16.  | Spartak ZŤS Dubnica n/V        | 30 | 5  | 5 | 20 | 21 | 54 | 13 |

Poznámky:
- Z = Odehrané zápasy; V = Vítězství; R = Remízy; P = Prohry; VG = Vstřelené góly; OG = Obdržené góly; B = Body

- Spartaku ZŤS Dubnica n/V byly odečteny 2 body za inzultaci rozhodčího.
- ZŤS Petržalka se před zahájením sezóny sloučila s Interem Bratislava do týmu Inter ZŤS Bratislava-Petržalka

|  | 1. československá fotbalová liga 1987/88    |
|  | 2. slovenská národní fotbalová liga 1987/88 |

## Soupisky mužstev

### Inter ZŤS Bratislava-Petržalka
Jozef Hroš (30/0) –
Milan Bagin (30/0),
Karol Brezík (14/12),
Roman Drobný (6/0),
Róbert Fischer (10/0),
Miroslav Gábriš (3/0),
Ján Hlavatý (10/1),
Ladislav Hudec (10/0),
Tibor Chovanec (10/4),
Rudolf Kramoliš (26/8),
Milan Krupčík (24/1),
Jozef Kubica (23/2),
Ján Lehnert (29/11),
Marián Masný (6/1),
Pavol Matuška (2/0),
Lubomír Pokluda (26/8),
Rudolf Rehák (8/0),
Jozef Režnák (14/3),
Ján Richter (26/7),
Pavol Šebo (3/0),
Rafael Tománek (2/0),
Štefan Valent (1/0),
Martin Venéni (1/0),
Ivan Vrabec (14/0),
Vladimír Weiss (22/9),
Ľubomír Zrubec (27/1) –
trenér Karol Kögl, asistent Tomáš Nitka

### Slovan CHZJD Bratislava
Milan Mana (12/0),
Karel Stromšík (19/0),
Alexander Vencel (1/0) −
Vladimír Bechera (10/2),
Róbert Bielek (13/1),
Rudolf Bobek (13/4),
Rudolf Ducký (27/12),
Peter Fijalka (1/0),
Stanislav Gorel (4/0),
Pavol Gostič (26/6),
Ladislav Harsa (3/0),
Miroslav Hirko (29/4),
Štefan Horný (10/4),
Jozef Juriga (20/3),
Ondrej Krištofík (16/1),
Štefan Maixner (9/1),
Peter Matovič (17/0),
Štefan Maixner (3/0),
Ladislav Pecko (25/3),
Ladislav Repáčik (12/2),
Ivan Schulcz (26/2),
Igor Schweighofer (1/0),
Emil Stranianek (23/0),
Milan Suchánek (14/2),
Boris Šimkovič (1/0),
Jaroslav Timko (15/3),
Dušan Tittel (29/9),
Miloš Tomáš (1/0) –
trenér Ján Zachar, asistent Koloman Gögh (od jara Ľudovít Cvetler)

### ZVL Považská Bystrica
Peter Bartek (16/0),
Vladimír Figura (14/0) –
Štefan Baroš (2/0),
Milan Bartko (29/6),
Pavol Bartoš (27/4),
Rastislav Fiantok (27/14),
Ľubomír Kopinec (14/0),
Ľubomír Kostelanský (3/0),
Pavol Košík (22/0),
Jozef Kukučka (26/1),
Miloš Lejtrich (21/11),
Vladimír Masár (30/7),
Stanislav Močár (21/8),
Miroslav Pribila (27/0),
Július Schmidt (1/0),
Libor Soldán (30/1),
Ladislav Švec (8/1),
Ján Tatiersky (26/2),
Štefan Zaťko (28/1),
František Závodník (7/1) –
trenér Ján Bodnár, asistent Anton Sýkora

### Slovenský hodváb Senica
František Jurkovič (28/0),
Jozef Žitný (2/0) –
Bronislav Bláha (2/0),
Viktor Buzay (27/7),
Vladimír Gerič (21/4),
Fridrich Hutta (26/1),
Jaroslav Hutta (28/8),
Miroslav Jakubovič (16/0),
Ivan Kavecký (13/2),
Emil Krajčík (30/4),
Branislav Kubica (17/3),
Rudolf Kubina (4/1),
Rudolf Miča (9/1),
Vojtech Petráš (29/1),
Vladimír Plánka (1/0),
Miroslav Reha (25/1),
Jozef Ružička (11/3),
Jozef Uhlár (18/1),
Jozef Vanek (25/0),
Vladimír Včelka (4/0),
Milan Zíšek (28/1) –
trenér Fridrich Hutta, asistent Alojz Polakovič

### Agro Hurbanovo
Viliam Bilko (1/0),
Stanislav Fišan (29/0) –
Miroslav Bachratý (22/2),
Peter Bachratý (26/0),
Milan Bureš (1/0),
František Diheneščík (10/0),
František Duba (25/4),
Rudolf Gendiar (26/8),
Marián Halás (27/2),
František Halasi (20/2),
Ivan Hegedüs (9/0),
Ján Herda (22/4),
Ľubomír Hraška (6/0),
Zdenko Kováč (2/0),
Jozef Krško (3/0),
Pavol Poruban (24/1),
Jozef Ravasz (15/1),
Dušan Sepeši (17/2),
Milan Srňanský (30/8),
Štefan Tóth (5/0),
Eugen Varga (29/7),
Alfonz Višňovský (23/0),
Vladimír Weiss (7/4)
- trenér Anton Dragúň, asistent Rudolf Filaga

### Slovan Agro Levice
Dezider Halmo (30/0) –
Ivan Baláž (28/0),
Ľubomír Bartovič (20/6),
Víťazoslav Budoš (1/0),
Drahomír Hanus (27/2),
Anton Havran (8/0),
Miroslav Chlpek (21/1),
Jozef Ivančík (1/0),
Štefan Klenko (25/6),
Miloš Klinka (29/0),
Milan Kováč (17/0),
Milan Lackovič (30/4),
Ján Maslen (27/1),
Jozef Pichňa (19/3),
Ladislav Sokol (20/0),
Ladislav Struhárňanský (25/2),
Peter Ševčík (19/3),
Ľuboš Tariška (2/0),
Peter Valkovič (30/3) –
trenér Štefan Šimončič, asistent Jozef Ivančík

### Lokomotíva Košice
Vladimír Figura (6/0),
Stanislav Seman (5/0),
Marián Vraštiak (19/0) –
Bohumil Andrejko (11/2),
Milan Bečka (15/0),
Stanislav Bosák (26/7),
Alojz Fedor (23/5),
Slavomír Hajčák (9/0),
Milan Juhás (28/0),
Ladislav Kuczik (2/0),
Ján Máčaj (19/0),
Miroslav Matulaj (5/0),
Jaroslav Mikloško (6/0),
Miroslav Miškuf (27/6),
Gabriel Németh (1/0),
Tibor Panyko (4/0),
Alexander Péter (27/1),
Jiří Repík (23/0),
Peter Sepeši (12/0),
Stanislav Strapek (24/2),
Milan Suchánek (14/1),
Tibor Szaban (26/1),
Ladislav Šimčo (4/0),
Štefan Tóth (21/8),
Milan Urban (9/0),
Vladimír Vankovič (16/9) –
trenér Juraj Szikora, asistent Ladislav Belanský

### ZŤS Košice
Nándor Kovács (2/0),
Jaroslav Olejár (29/0) –
Juraj Bilohlávek (11/0),
Jaroslav Bodnár (24/0),
Peter Dzúrik (3/0),
Ján Gajdoš (28/3),
Michal Ivan (4/0),
Pavol Jurčo (5/1),
Dezider Karako (1/0),
Eduard Kováč (14/3),
Ján Kuchár (2/0),
Ladislav Lakatoš (6/0),
Rudolf Leškanič (1/0),
Stanislav Marcin (17/2),
Vladimír Marchevský (29/3),
Peter Mužík (29/7),
Slavomír Nickel (14/1),
Milan Obšitník (2/0),
Anton Petrovský (22/1),
Jaroslav Pollák (21/0),
Peter Sabol (29/0),
Jozef Sobota (21/2),
Stanislav Šimčák (3/0),
Ondrej Šmelko (19/3),
Štefan Švaňa (22/0),
Jaroslav Timko (15/5),
Štefan Zajac (5/2) –
trenér Andrej Daňko, asistent Ondrej Singer (od jara Ján Gajdoš st.)

### ZZO Čadca
Jozef Gálik (12/0),
Peter Škola (3/0),
Ivan Velič (16/0) –
Pavol Baďura (6/0),
Miroslav Baka (26/0),
Peter Baník (30/3),
Jozef Beleš (14/1),
Ján Berešík (13/1),
Vladimír Čilo (26/6),
Pavol Greguš (26/2),
Vladimír Hýll (14/2),
Jozef Jakubec (19/8),
František Jantoš (20/2),
Miroslav Knap (3/0),
Vladimír Kopásek (29/1),
Ladislav Kubica (8/0),
Alojz Kulla (6/1),
František Ondrejáš (29/8),
Miroslav Oravec (29/0),
Miroslav Radolský (28/0),
Anton Sidora (1/0),
Emil Sýkora (4/0),
Milan Šmehýl (26/0) –
trenér Václav Ďurana (od jara Milan Benčok), asistent Miroslav Radolský

### TJ ZŤS Martin
Milan Hazucha (23/0),
Viliam Rendko (4/0),
Ján Staník (3/0) –
Milan Bielik (27/2),
Ján Blahušiak (15/1),
Jaroslav Boroviak (15/6),
Ladislav Cabadaj (13/0),
Jaroslav Enderla (5/0),
Stanislav Fekeč (16/2),
Vladimír Huťka (15/1),
Ivan Janči (14/1),
Jozef Kopecký (26/1),
Ľubomír Kunert (2/0),
Igor Lavrenčík (26/3),
Marián Lavrenčík (25/2),
Milan Macho (25/0),
Ladislav Machovič (26/1),
Jozef Plazák (11/0),
Ivan Šefčík (29/2),
Tibor Václavík (8/0),
Miroslav Vereš (14/0),
Jozef Žofaj (29/4) –
trenér Ľudovít Hojný (od jara František Katerinčin), asistent Viliam Dubovický (od jara Jozef Huťka)

### Slavoj Poľnohospodár Trebišov
Milan Dziak (13/0),
Anton Jánoš (9/0),
Jozef Ďurka (1/0),
Emil Sudimák (9/0) –
Andrej Blanár (29/2),
Zoltán Breuer (30/0),
Alexander Comisso (28/1),
Stanislav Čech (25/3),
Pavol Gomolčák (13/0),
Milan Jakim (29/2),
Bartolomej Juraško (28/10),
Pavol Kretovič (27/1),
Jaroslav Kurta (17/0),
Jozef Lehocký (13/0),
Peter Márton (1/0),
Cyril Migaš (19/1),
Michal Mihok (16/0),
Miroslav Mikolaj (14/0),
Gabriel Nagy (22/2),
František Németh (4/0),
Vladimír Stanko (16/1),
Zoltán Szedlák (4/0),
Jozef Šmitala (11/1),
Ján Zuzčin (5/0) –
trenér Vojtech Malaga, asistent Gabriel Gojdič

### Baník Prievidza
Ján Mucha (8/0),
Pavol Petruf (11/0),
Michal Šimko (12/0) –
Juraj Bátora (23/0),
Miroslav Bobka (25/3),
Vladimír Brodzianský (14/1),
Jozef Hepner (25/4),
Ivan Krnáč (18/3),
Milan Kušnír (17/2),
Michal Kuzma (29/7),
Ivan Maderič (18/0),
Pavol Mucha (7/0),
Ivan Nemčický (19/0),
Milan Peciar (21/1),
Jaroslav Šebík (28/13),
Vladimír Šlosár (26/7),
Pavol Šníder (15/0),
Ján Šúšol (6/0),
Pavol Tkáč (19/2),
Anton Žember (20/3),
Róbert Žember (24/0) –
trenér Anton Hrušecký, asistent Gerhard Dzian

### Tesla Stropkov
Marek Jenčo (18/0),
Ľuboš Kavka (11/0),
František Očipa (1/0) –
Vladimír Belej (1/0),
Pavol Bielik (26/1),
Miroslav Fedor (20/0),
Jozef Gazda (29/1),
Rudolf Jakubčo (27/1),
Peter Kavka (8/0),
Ján Krok (23/1),
Michal Kulík (22/0),
Alojz Lehocký (30/9),
Jozef Lehocký st. (28/3).
Jozef Lehocký ml. (14/1),
Viliam Ľuberda (28/0),
Ľuboš Michel (4/0),
Bartolomej Miškuf (1/0),
Jozef Muška (14/1),
Marián Očipka (28/6),
Ján Pavúk (3/1),
Igor Popovec (15/7),
Martin Senaj (9/1),
Slavomír Staško /13/0),
Jozef Štefko (6/0),
Ján Zajaroš (1/0) –
trenér Vladimír Rusnák, asistent Alojz Lehocký

### Chemlon Humenné
René Babušík (24/0),
Jaroslav Dobrančin (6/0) –
Andrej Babčan (3/1),
Ján Balaščík (26/1),
Milan Béreš (13/2),
Milan Bober (20/3),
Milan Danko (27/5),
Andrej Demjanovič (15/2),
Miroslav Hajdučko (11/1),
Michal Ivan (14/),
Jaroslav Jelo (23/1),
Ján Kopáč (11/0),
Michal Kopej (27/1),
Slavomír Kočerha (14/1),
Peter Lovacký (3/1),
Ľuboš Lukáč (3/0),
Milan Nazad (8/1),
Dušan Papjak (23/3),
Stanislav Rada (13/0),
Pavol Roman (11/2),
Vladimír Uličný (28/0),
Juraj Učník (9/0),
Jaroslav Varchola (27/2),
Ladislav Vasilenko (12/0),
Štefan Vavrek (4/0) –
trenér Emil Bezdeda, asistent Jozef Švec

### ČH Bratislava
Július Greif (29/0),
Peter Hanúsek (2/0) –
Augustín Antalík (11/1),
Juraj Burdej (6/0),
Miroslav Čatár (22/3),
Andrej Demjanovič (14/2),
Peter Dražkovič (1/0),
Pavol Dudík (6/0),
Jozef Fleško (27/0),
Milan Gabura (27/0),
Ján Gálik (21/2),
Ľubomír Harvánek (19/0),
Igor Holeš (12/3),
Radomír Chýlek (5/0),
Marián Ježík (12/2),
Jozef Lorenc (27/2),
Miroslav Marko (20/0),
Ľubomír Maruna (13/0),
Peter Medgyes (28/3),
Stanislav Orth (22/2),
Roman Pivarník (13/1),
Jozef Pukalovič (10/1),
Marián Tibenský (24/4),
Igor Valent (13/2) –
trenér Vladimír Hrivnák, asistent Jozef Čapkovič

### Spartak ZŤS Dubnica nad Váhom
Bohuslav Murárik (11/0),
Ján Pavlačka (1/0),
Ferdinand Poliak (18/0) –
Vladimír Ančic (9/0),
Ľudovít Baďura (3/0),
Ján Barkóci (15/1),
Štefan Černík (24/1),
Jaroslav Galko (14/0),
Peter Gergely (8/0),
Ladislav Haliak (16/0),
Ján Hesek (15/0),
Dušan Kopačka (27/2),
Ján Križko (8/1),
Vladimír Lendvay (3/0),
Peter Lonc (28/0),
Ladislav Mackura (21/1),
Dalibor Martinkovič (12/1),
Ján Meliš (1/0),
Milan Meliš (24/1),
Štefan Mičijan (6/0),
Peter Ondrejík (5/0),
Jan Otáhel (2/0),
Štefan Ruman (15/2),
Pavol Stratený (15/3),
Jaroslav Štefanec (4/1),
Tibor Štefánik (29/0),
Miroslav Veselý (24/2),
Ľubomír Višňa (25/5) –
trenér Emil Kunert, asistent Silvester Kuzma